# 郎岌
郎岌（7世纪？—710年），唐朝定州博陵（今河北省定州市）人。
郎岌上表备陈唐中宗韦皇后和宗楚客将发动逆乱，唐中宗没有采纳，韦皇后劝中宗将他杖杀，唐中宗于是派人誅杀郎岌。同时，許州司戶參軍燕欽融再上書斥韋后擅政，中宗派衛士将他撲殺。六月，中宗驾崩，唐隆政变爆发，韦皇后和宗楚客被相王李旦、临淄王李隆基父子处决。李旦即位为唐睿宗，将郎岌和燕钦融追赠为谏议大夫，備禮改葬，賜燕欽融一子官。